# Elecciones presidenciales de Ecuador de 1960
Las elecciones presidenciales de Ecuador de 1960 fue el proceso electoral el cual tuvo por objetivo la elección de un nuevo Presidente Constitucional y Vicepresidente Constitucional de la República del Ecuador. 

## Antecedentes
Esta fue la última elección bajo la Constitución de 1946. Los candidatos fueron José María Velasco Ibarra por el velasquismo, Galo Plaza Lasso por los liberales, Antonio Parra Velasco por la Izquierda y el cefepismo, Gonzalo Cordero Crespo por la Derecha.

## Desarrollo
Se llevó a cabo el 5 de junio de 1960, Velasco triunfó con 369.461 votos. Plaza obtuvo 179.705 votos; Cordero Crespo, 172.117 votos y Parra Velasco con 45.822 votos. Velasco Ibarra ganó por cuarta vez la presidencia asumiendo el cargo el 1 de septiembre de 1960. 

## Candidatos
| Partido / Movimiento | Partido / Movimiento | Partido / Movimiento | Presidente                      | Cargos importantes                                             | Vicepresidente                      | Cargos Importantes                                            |
| -------------------- | -------------------- | --- | ------------------------------- | -------------------------------------------------------------- | ----------------------------------- | ------------------------------------------------------------- |
| 1 6 5                |                      | Acción Demócrata Cristiana: - Partido Conservador Ecuatoriano - Movimiento Social Cristiano - Acción Revolucionaria Nacionalista Ecuatoriana | Gonzalo Cordero Crespo (PCE)    | Presidente de la Cámara de Diputados (1954)                    | Héctor Romero Menéndez (Ind.)       | Secretario de la Municipalidad de Guayaquil                   |
| 2 3                  |                      | Frente Democrático Nacional: - Partido Liberal Radical Ecuatoriano - Partido Socialista Ecuatoriano                                          | Galo Plaza Lasso (Ind.)         | Presidente de la República (1948 - 1952)                       | Nicolás Castro Benítez (PSE)        | Vicepresidente de la Cámara del Senado (1959)                 |
| 4 9                  |                      | Unión Democrática Nacional Anti - Conservadora: - Concentración de Fuerzas Populares - Partido Comunista del Ecuador                         | Antonio Parra Velasco (Ind.)    | Ministro de Relaciones Exteriores (1947 - 1948)                | Benjamin Carrión Mora (Ind.)        | Presidente de la Casa de la Cultura Ecuatoriana (1944 - 1948) |
| 10                   |                      | Federación Nacional Velasquista | José María Velasco Ibarra (FNV) | Presidente de la República (1934-1935) (1944-1947) (1952-1956) | Carlos Julio Arosemena Monroy (FNV) | Presidente de la Cámara de Diputados (1952)                   |

## Resultados
Velasco Ibarra se convirtió en el primer presidente en ser electo para ejercer la presidencia por quinta vez, y el primero en asumir el cargo por 4.ª vez.

### Presidente
| Partido | Partido                                                   | Presidente                | Votos   | %      |
| ------- | --------------------------------------------------------- | ------------------------- | ------- | ------ |
| 10      | Federación Nacional Velasquista                           | José María Velasco Ibarra | 373.585 | 48.67% |
| 2 3     | Frente Democrático Nacional (PLRE - PSE)                  | Galo Plaza Lasso          | 175.076 | 22.81% |
| 1 6 5   | Acción Demócrata Cristiana (PCE - MSC - ARNE)             | Gonzalo Cordero Crespo    | 172.690 | 22.50% |
| 4 9     | Unión Democrática Nacional Anti - Conservadora (CFP - PC) | Antonio Parra Velasco     | 46.173  | 6.02%  |

### Vicepresidente
| Partido | Partido                                                   | Vicepresidente                | Votos   | %      |
| ------- | --------------------------------------------------------- | ----------------------------- | ------- | ------ |
| 10      | Federación Nacional Velasquista                           | Carlos Julio Arosemena Monroy | 372.368 | 48.52% |
| 1 6 5   | Acción Demócrata Cristiana (PCE - MSC - ARNE)             | Héctor Romero Menéndez        | 175.553 | 22.87% |
| 2 3     | Frente Democrático Nacional (PLRE - PSE)                  | Nicolás Castro Benítez        | 173.804 | 22.64% |
| 4 9     | Unión Democrática Nacional Anti - Conservadora (CFP - PC) | Benjamin Carrión Mora         | 45.560  | 5.94%  |

### Resultados a nivel provincial
| Provincias            | José María Velasco Ibarra | Galo Plaza | Gonzalo Cordero | Antonio Parra Velasco |
| --------------------- | ------------------------- | ---------- | --------------- | --------------------- |
| Azuay                 | 37,5%                     | 16,2%      | 45,2%           | 1,2%                  |
| Bolívar               | 25,0%                     | 30,9%      | 41,4%           | 2,8%                  |
| Cañar                 | 36,8%                     | 15,9%      | 46,5%           | 0,7%                  |
| Carchi                | 11,8%                     | 34,3%      | 51,5%           | 2,4%                  |
| Cotopaxi              | 51,3%                     | 16,7%      | 30,5%           | 1,4%                  |
| Chimborazo            | 48,3%                     | 15,9%      | 29,8%           | 6,0%                  |
| El Oro                | 65,9%                     | 14,3%      | 17,1%           | 2,8%                  |
| Esmeraldas            | 21,0%                     | 67,6%      | 6,2%            | 5,2%                  |
| Guayas                | 59,0%                     | 19,2%      | 6,5%            | 15,3%                 |
| Imbabura              | 35,5%                     | 17,6%      | 45,6%           | 1,3%                  |
| Loja                  | 35,0%                     | 16,7%      | 44,6%           | 3,7%                  |
| Los Ríos              | 69,6%                     | 17,7%      | 6,9%            | 5,8%                  |
| Manabí                | 46,4%                     | 36,9%      | 13,7%           | 3,0%                  |
| Pichincha             | 54,2%                     | 23,2%      | 19,1%           | 3,5%                  |
| Tungurahua            | 47,4%                     | 16,6%      | 31,1%           | 4,9%                  |
| Amazonía y Galápagos* | 57,2%                     | 12,2%      | 29,3%           | 1,3%                  |

- Según los datos del CNE, Gonzalo Cordero ganó la provincia de Napo, pero no presenta los datos numéricos.

Fuente: